# Erkki Rautio
Erkki Ilmari Rautio, född 5 oktober 1931 i Helsingfors, är en finländsk cellist och musikpedagog. Han är bror till tonsättaren Matti Rautio (1922–1986) och violinisten Paavo Rautio (1924–2005) samt far till pianisten Martti Rautio (född 1962).
Efter studier i hemlandet för Yrjö Selin samt i Rom och Paris verkade Rautio 1955–1959 som cellist i Helsingfors stadsorkester, var 1959–1965 lärare vid Uleåborgs musikinstitut och 1965–1994 professor i cellospel vid Sibeliusakademin, vars rektor han var 1990–1993. Han har gjort talrika solistframträdanden i Finland samt i Europa, USA och Fjärran östern. Han har uruppfört cellokonserter av moderna finländska tonsättare som Kalevi Aho, Leonid Bashmakov, Erik Bergman och Pehr Henrik Nordgren.
År 1968 tilldelades han Pro Finlandia-medaljen.

### Uppslagsverk
- Rautio, Erkki i Uppslagsverket Finland (webbupplaga, 2012). CC-BY-SA 4.0